# Zweckverband Mühlhäuser Museen
Der Zweckverband Mühlhäuser Museen ist ein Kooperationsverband zwischen der Stadt Mühlhausen/Thüringen und dem Unstrut-Hainich-Kreis. Von diesem Zweckverband getragen werden vier städtische Museen in Mühlhausen/Thüringen. Sie sind in historischen Gebäuden in Mühlhausen untergebracht: Im Hauptgebäude am Lindenbühl, einem ehemaligen Schulhaus, befindet sich das Kulturhistorische Museum zur Stadtgeschichte Mühlhausens. In der profanierten Kornmarktkirche ist die Gedenkstätte Deutscher Bauernkrieg untergebracht, in der ebenfalls profanierten Marienkirche die Thomas-Müntzer-Gedenkstätte und eine Dauerausstellung zur sakralen Kunst in Thüringen. Ebenfalls zu den Mühlhäuser Museen gehört die Historische Wehranlage, die hauptsächlich die Wehrgeschichte Mühlhausens museal behandelt.
Zurzeit findet in den Mühlhäuser Museen die Thüringer Landesausstellung zu 500 Jahren Deutscher Bauernkrieg statt.

## Sammlung
Die Mühlhäuser Museen bewahren in ihren Depots und Ausstellungsräumen Sammlungen zur Kulturgeschichte der Stadt Mühlhausen und dem ländlichen Raum im heutigen Unstrut-Hainich-Kreis, zur Ur- und Frühgeschichte im Gebiet des heutigen Unstrut-Hainich-Kreises, zur Thüringer Kunst sowie zu Thomas Müntzer und dem Bauernkrieg.

### Kulturhistorische Sammlung
Die Bestände der kulturgeschichtlichen und geschichtlichen Sammlung reichen bis in die Anfänge des Gewerbemuseums zurück, das 1879 gegründet wurde. Durch Ankäufe, Schenkungen und Stiftungen wurden die Bestände in der ersten Hälfte des 20. Jahrhunderts erweitert.
In der zweiten Hälfte des 20. Jahrhunderts wuchsen die Bestände und mit ihnen die wissenschaftliche Bearbeitung an, was sich ab 1975 durch die Einbindung in die Gedenkstätte Deutscher Bauernkrieg verstärkte. Überregional bedeutende Spezialsammlungen wurden durch Zuerwerbe erweitert.
Der kulturhistorische und historische Altbestand der Sammlungen zeugt von der ländlichen und städtischen Alltagskultur ab dem 18. Jahrhundert: Möbel, Keramik, Glas, Haus- und Handwerksgeräte, künstlerische Zeugnisse und sonstiges. Eine Besonderheit im Sammlungsbestand ist eine Trachtensammlung der Vogtei Dorla aus dem späten 19. Jahrhundert.
Zu den neueren Spezialsammlungen gehören unter anderem Numismatika mit einem fast vollständigen Teilbestand zu Thomas Müntzer und eine Waffensammlung, die gezielt um Bestände aus der Zeit des Bauernkrieges erweitert wird. Zu den weiteren neueren Beständen gehören die bundesweit zweitgrößte Sammlung an Schlüsseln und Schlössern überwiegend mitteldeutscher Herkunft, Sakralskulpturen aus der Zeit vom Spätmittelalter bis zum Barock, eine Gemälde- und Grafiksammlung mit Schwerpunkt auf die Rezeption des Bauernkrieges sowie eine Sammlung an historischen Landkarten und Ansichtskarten.
Auch Druckschriften, Handschriften und Fotografien gehören zum Sammlungsbestand.

### Spezialsammlung Thomas Müntzer und Bauernkrieg
1975 wurde im 450. Gedenkjahr zum Deutschen Bauernkrieg die „Zentrale Gedenkstätte Deutscher Bauernkrieg“ errichtet. In diesem Zuge wurde die Spezialsammlung zu Thomas Müntzer und zum Bauernkrieg angelegt.
Nach kontinuierlicher Erweiterung ist der Großteil des Bestandes heute in der Müntzergedenkstätte St. Marien und im Bauernkriegsmuseum Kornmarktkirche ausgestellt.
Zur Sammlung über Thomas Müntzer und den Bauernkrieg gehören neben umfangreichen Bibliotheksbeständen Exponate wie Münzen, Waffen und alltagsgeschichtliche Rezeption sowie verschiedene Dioramen, zum Beispiel mit Darstellungen der Schlacht bei Frankenhausen, des Überfalls auf das Kloster Volkenroda, des Bildersturms in Mühlhausen und eines Trosses aufständischer Bauern.

### Ur- und frühgeschichtliche Sammlung
Seit 1952 gewährleistet in den Mühlhäuser Museen bzw. deren Vorgängereinrichtungen eine durchgängig fachwissenschaftlich eingerichtete Besetzung die Bearbeitung und Erweiterung der ur- und frühgeschichtlichen Sammlung. Sie zählt zu den bedeutendsten ihrer Art in Thüringen und trägt dem oberen Unstrutgebiet als einer der reichhaltigsten archäologischen Fundlandschaften Thüringens Rechnung. Die wissenschaftliche Erschließung geht in enger Zusammenarbeit mit dem Thüringer Landesamt für Denkmalpflege und Archäologie einher.
Die Sammlung besteht aus mehreren tausend gut dokumentierten Komplexen mit mehr als 300 000 Einzelobjekten überwiegend von der Jungsteinzeit bis zum frühen Mittelalter. Sie gibt Zeugnis von Archäologie und Besiedlung in Nordthüringen und bildet ein wichtiges Quellenmaterial zur wissenschaftlichen Forschung über die Ur- und Frühgeschichte Thüringens. Charakteristisch für archäologische Sammlungen bestehen diese überwiegend aus fragmentierten Gegenständen: Tongefäßscherben, zerbrochene Steingeräte, Skelettreste von Menschen und Tieren. Als originäre Zeugnisse sind sie wissenschaftlich sehr aussagekräftig über die frühe regionale Besiedlungsgeschichte.
Beispiele für die Sammlungen sind Grab- und Siedlungsfunde der spätneolithischen Wartberg-Kultur, das Brandgräberfeld aus der vorrömischen Eisenzeit und der Römischen Kaiserzeit, provinzialrömische Funde aus den ersten vier nachchristlichen Jahrhunderten und Grabinventare aus der Merowingerzeit.

### Sammlung Thüringer Kunst
Die 1988 begründete Sammlung Thüringer Kunst in den Mühlhäuser Museen bzw. deren Vorgängereinrichtungen ist die einzige Sammlung, die sich ausschließlich der bildenden Kunst Thüringens im 20. Jahrhundert sowie der vorhergehenden und nachfolgenden Übergangszeit widmet. Die in der Sammlung umfassten Arbeiten stammen überwiegend von Künstlern, die entweder mit Thüringen eng verbunden sind, aus Thüringen stammten oder kurzzeitig dort wirkten. Auf diese Weise beeinflussten sie entweder die Thüringer Kunst oder trugen dort erfahrene Impulse nach außen. Mit diesem offenen Konzept soll der Kunstraum Thüringens als solcher klar betont und in seinen überregionalen Verflechtungen dargestellt werden.
Bei den etwa 3500 Exponaten handelt es sich um Malereien, Grafiken und Druckbilder von über 300 Thüringer Künstlern. Neben den Arbeiten regionaler Künstler wie zum Beispiel Otto Knöpfer, Otto Paetz gehören auch Kunstwerke von Otto Dix, Gerhard Altenbourg, von Bauhausmeistern wie Lyonel Feininger und Paul Klee, oder von Bauhausschülern wie Farkas Molnár und Kurt Schmidt in die Sammlung.

## Die Museen

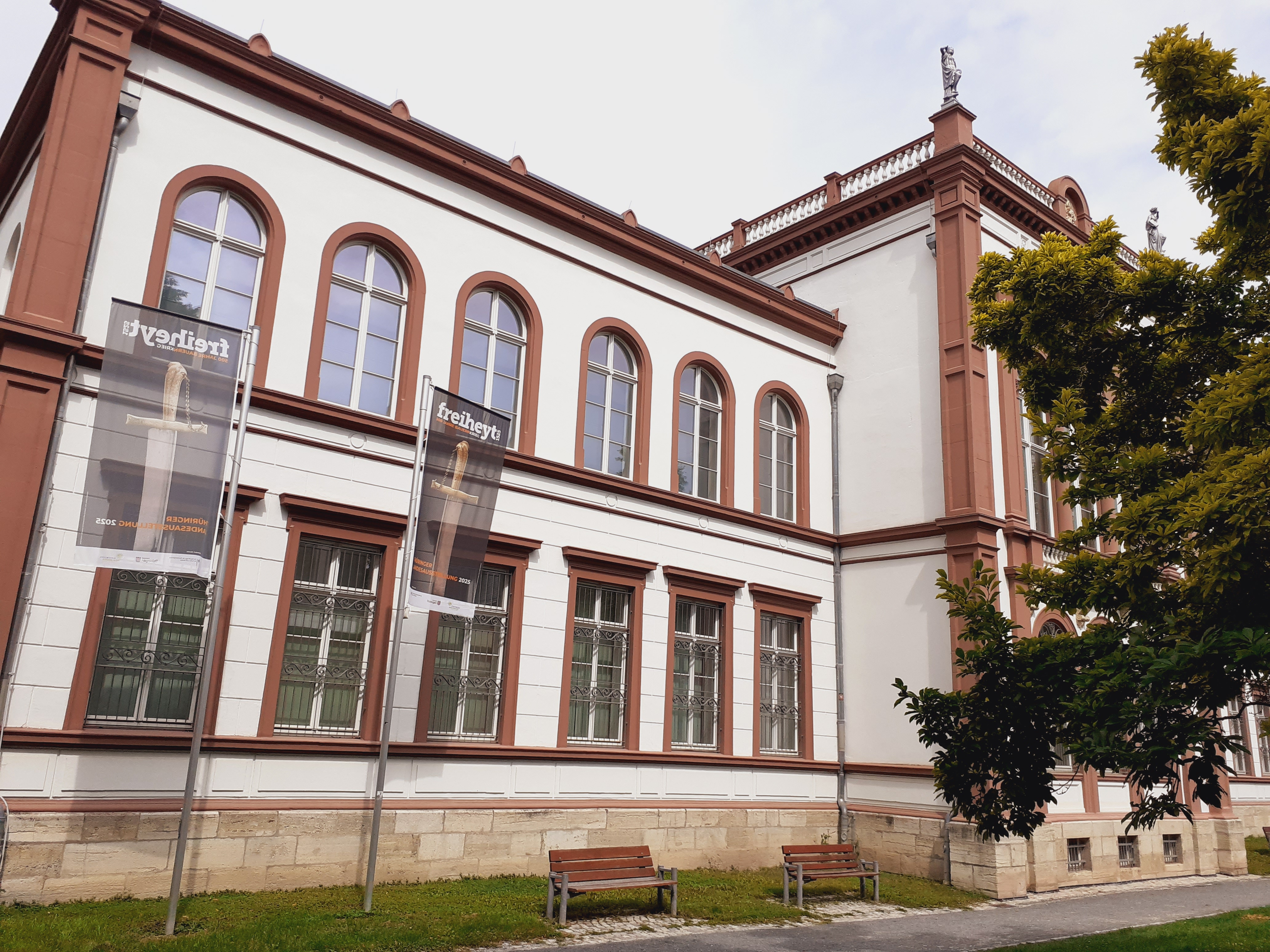
Rückwärtige Ansicht des Kulturhistorischen Museums, des Haupthauses der Mühlhäuser Museen.

### Kulturhistorisches Museum
Das Haupthaus der Mühlhäuser Museen wurde zwischen 1868 und 1870 als Schulgebäude im Stil der Neorenaissance errichtet. Um Platz für den Bau dieses Gebäudes zu machen, wurde an dieser Stelle in die Stadtmauer eine große Bresche geschlagen. Es war die erste in die Stadtmauer geschlagene Bresche, deren Zwecke ausschließlich dem Bau eines neuen Gebäudes diente. Seit 1928 wurde es mit der Gründung eines Heimatmuseums hauptsächlich museal genutzt. Nach einer umfangreichen Modernisierung wurde es 2013 als Kulturhistorisches Museum wieder eröffnet. Dort befindet sich die archäologische Dauerausstellung mit Ausgrabungen aus dem Gebiet des heutigen Unstrut-Hainich-Kreises von der Jungsteinzeit bis ins frühe Mittelalter sowie die Dauerausstellung zur Mühlhäuser Stadtgeschichte.
Die Dauerausstellung zur Thüringer Kunst ist derzeit ausgeräumt für die Rezeptionsgeschichte des Bauernkriegs im Rahmen der Landesausstellung „freyheit 1525 – 500 Jahre Bauernkrieg“, die vom 26. April bis 19. Oktober in den Mühlhäuser Museen und in Frankenhausen stattfindet.

### Bauernkriegsmuseum Kornmarktkirche
Die 1802 profanierte Kornmarktkirche wurde in den Jahren 1973 bis 1975 für die museale Nutzung umgebaut und dient seither als Gedenkstätte zum Deutschen Bauernkrieg mit mehrfach neu gestalteten Ausstellungen sowie als Tagungsraum für Veranstaltungen. Weitere Ausstellungen neben dem Thema Bauernkrieg sind die Bau- und Restaurierungsgeschichte zu diesem ehemaligen Sakralbau sowie ein nach mittelalterlichem Vorbild gestalteter Klostergarten. Zu Bauernkrieg und Reformation informiert seit 2003 eine mehrfach modifizierte Ausstellung: Vom 1. Januar 2014 bis zur vorläufigen Ausräumung im Oktober 2024 wegen der Landesausstellung zu 500 Jahren Bauernkrieg informierte in der Kornmarktkirche die Ausstellung „Luthers ungeliebte Brüder“ über radikalreformatorische Theologen, die von Martin Luthers Lehre abwichen – darunter Thomas Müntzer, der mit seinen Ideen als wichtiger geistiger Anführer des Bauernkrieges galt.
Vom 26. April bis 19. Oktober 2025 ist in der Kornmarktkirche die Ereignisgeschichte des Bauernkrieges mit ihren wichtigsten Akteuren im Zuge der Landesausstellung „freyheit 1525 – 500 Jahre Bauernkrieg“ zu sehen.

### Kirche St. Marien Müntzergedenkstätte
Die Mühlhäuser Marienkirche ist nach dem Erfurter Dom der zweitgrößte Kirchenbau Thüringens. Errichtet wurde sie nach einem Vorgängerbau in der Zeit zwischen 1317 und 1390. Da der radikale Reformator Thomas Müntzer in dieser Kirche Pfarrer war, ist sie einer der authentischen Orte des Deutschen Bauernkrieges in Mühlhausen. Thomas Müntzer ist deshalb in dem 1975 säkularisierten und museal umgenutzten Gebäude ein eigener Ausstellungsbereich gewidmet, die Marienkirche trägt offiziell die Bezeichnung Müntzergedenkstätte. Weitere Dauerausstellungen in diesem Gebäude sind dessen Bau- und Restaurierungsgeschichte sowie die Ausstellung „Von Einhörnern und Drachentötern“ zu Thüringer Sakralkunst aus der Zeit vor der Reformation. Letztere Ausstellung wurde im Oktober 2024 vorübergehend ausgeräumt für die Thüringer Landesausstellung zu 500 Jahren Bauernkrieg. Im Rahmen dieser Landesausstellung wird in der Marienkirche über das Leben der Bauern und Handwerker im ländlichen Raum informiert, um die Rahmenbedingungen vor dem Bauernkrieg deutlich zu machen.

### Historische Wehranlage
Der mittelalterliche Stadtmauerring Mühlhausens ist einer der wenigen in Deutschland, die weitgehend vollständig erhalten sind: Erhalten geblieben sind etwa 2,2 Kilometer von einstmals 2,8 Kilometern Länge sowie mit dem Inneren Frauentor eines von ehemals vier Haupttoren.
Für Behauptungen aus der älteren Literatur, die innere Stadtmauer sei schon um 1170 gebaut worden, fehlen wissenschaftliche Belege. Für den Bau um 1211 sprechen Quellenüberlieferungen und dendrochronologische Datierungen hölzerner Türstürze im Hospitalturm: Die Jahreszahl 1211 ist in der Erfurter Chronistik genannt, die Gunzelin von Wolfenbüttel – den Statthalter Kaiser Ottos IV. – als Veranlasser für den Bau angibt. Die nachweislich im Winter 1203/04 geschlagenen Hölzer können erst nach einer angemessenen Trockenzeit zum Bau verwendet worden sein. Zumindest für den Hospitalturm und die angrenzenden Mauerabschnitte konnte der Baubeginn nicht wesentlich früher gewesen sein.
Aus dem Jahr 1251 stammt der erste aus den Quellen gesicherte Nachweis über eine Existenz dieser Stadtmauer: Darin hatte König Konrad IV. den Mühlhäusern eine Genehmigung für den Lückenschluss des Stadtmauerrings bei der Reichsburg erteilt. Somit ist die Mauer spätestens in der ersten Hälfte des 13. Jahrhunderts entstanden und wurde spätestens 1251 vollendet. Im deutschsprachigen Raum zählt sie somit zu den ältesten nicht-römischen Stadtmauern.
Museale Nutzung findet die Befestigungsanlage für eine Ausstellung zur Wehrgeschichte Mühlhausens, zu den vielen Stadtbränden sowie für ein historisch ausgestattetes Stilzimmer mit einem Ambiente der biedermeierlichen Hauskultur.

### Museum Allerheiligenkirche
Die Allerheiligenkirche wurde vor 1287 als Sühne für die 1256 zerstörte Pfalzkirche gebaut. Nachdem 1689 bei einem Brand die Innenausstattung und die Turmspitze zerstört worden waren, wurde sie 1716–19 mit im Barockstil aufgestocktem Turm wieder aufgebaut. Nach Aufgabe der Pfarrgemeinde begann die Kirche ab etwa 1900 zu verfallen. Nach Restaurierungsarbeiten in den Jahren 1986–89 übergab die Stadt Mühlhausen das Gebäude an die Mühlhäuser Museen.
Danach war die Allerheiligenkirche bis 2010 Ausstellungsraum für die Thüringer Kunst des 20. Jahrhunderts. Nach längerer sanierungsbedingter Schließung wird sie jetzt wieder im Rahmen der Landesausstellung „freiheyt 1525 – 500 Jahre Bauernkrieg“ museal genutzt. Zurzeit dient sie für museumspädagogische Programme und als History Lab sowie für Veranstaltungen im Rahmen der Landesausstellung. Außerdem findet dort die Tafelausstellung „Vom Aufbruch bis zum Ende“ über den Bauernkrieg statt, die seit 2022 zur Einstimmung auf die Landesausstellung an wechselnden Standorten in Deutschland zu sehen ist. Dargestellt werden verschiedene Persönlichkeiten aus Thüringen und anderen Teilen Deutschlands: Sowohl Untertanen, die um ihre Rechte kämpften, als auch Herrschende, die ihre Privilegien behaupteten.

## Geschichte des Zweckverbands
Die Gedenkstätte Deutscher Bauernkrieg gilt als Vorläufer der Mühlhäuser Museen. Nach der deutschen Wiedervereinigung unterstand diese dem Rat des Kreises. Im Zuge der Rückführung von Volkseigentum wurde der größte Teil der Gebäude an die Stadt Mühlhausen zurückgeführt. 1991 begannen erste Gespräche zwischen Stadt und Landkreis über eine gemeinsame Trägerschaft. Zu dieser Umsetzung wurde am 12. Januar 1993 der Zweckverband Mühlhäuser Museen gegründet als Kooperation zwischen der Stadt Mühlhausen und dem Kreis Mühlhausen, seit der Gebietsreform 1994 dem Unstrut-Hainich-Kreis.
Geleitet wird der Verband von einem Vorsitzenden. Erster Amtsinhaber dieses Vorsitzes war Hans-Dieter Dörbaum. Der aktuelle Vorsitzende Matthias Gliemann führt den Verband seit den 2000er Jahren. Die finanziellen Mittel des Verbandes setzen sich aus den Beiträgen der Verbandsmitglieder Stadt und Kreis sowie aus Fördermitteln des Freistaates Thüringen zusammen.
Der Zweckverband Mühlhäuser Museen ist mit über 100 Landes- und Sonderausstellungen eines der 10 größten Museen in Thüringen.
Weitere finanzielle Unterstützung bekommen die Mühlhäuser Museen durch den Freundeskreis der Mühlhäuser Museen. Dieser beschafft durch Veranstaltungen und private Spenden weitere finanzielle Mittel zum Beispiel für Restaurierungen und Anschaffungen.

## Museumsdirektoren
- 1993–2005: Gerhard Seib
- 2005–2023: Thomas T. Müller
- seit 2023: Susanne Kimmig-Völkner